# Großlöbichau
Großlöbichau település Németországban, azon belül Türingiában. Lakosainak száma 726 fő (2023. december 31.).

## Népesség
A település népességének változása:
| Lakosok száma | 715  | 730  | 739  | 717  | 726  |
|               | 2017 | 2019 | 2021 | 2022 | 2023 |